# Beware the Gonzo
Pour plus de détails, voir Fiche technique et Distribution.
Beware the Gonzo est une comédie dramatique et romantique écrite et réalisée par Bryan Goluboff et sortie en 2010. Il a été présenté au festival du film de Tribeca en avril 2010.
En général, « Gonzo » se réfère au journalisme gonzo, un style de journalisme de confrontation à la première personne développé par Hunter S. Thompson au début des années 1970.

## Synopsis
Eddie « Gonzo » Gilman est le geek du lycée et est déterminé à faire quelque chose à ce sujet. Lorsque Gavin, le rédacteur en chef populaire du journal de l'école, le congédie, Eddie obtient vengeance en créant un journal "underground".

## Fiche technique
- Titre : Beware the Gonzo
- Réalisation : Bryan Goluboff
- Scénario : Bryan Goluboff
- Production : Craig Cohen, Matthew Weaver, Carly Hugo, Matt Parker
- Musique : Anthony Roman, The Mod
- Photographie : Richard Rutkowski
- Montage : Colleen Sharp
- Société(s) de production : Corner Store Entertainment
- Société(s) de distribution : Tribeca Film
- Durée : 94 minutes
- Pays d'origine :  États-Unis
- Langue : Anglais
- Genre cinématographique : comédie dramatique, romance
- Date de sortie :
  -  États-Unis : 22 avril 2010 (Tribeca)
  -  États-Unis : 9 septembre 2011

## Distribution

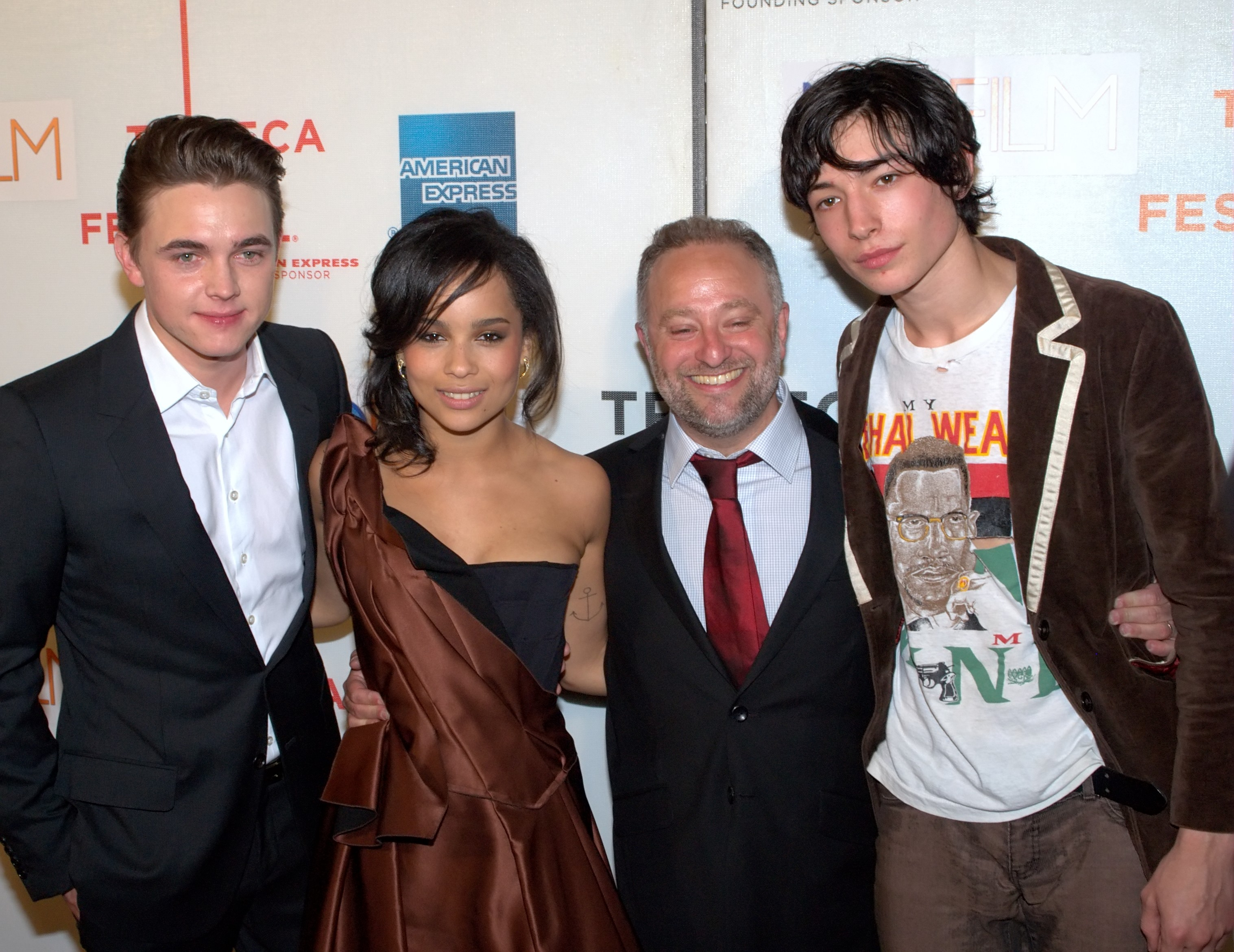
Les acteurs Jesse McCartney, Zoë Kravitz et Ezra Miller autour du scénariste/réalisateur Bryan Goluboff à la première au Festival du Film de Tribeca 2010.

- Ezra Miller : Eddie « Gonzo » Gilman
- Zoë Kravitz : Evie Wallace
- Jesse McCartney : Gavin Reilly
- Amy Sedaris : Diane Gilman
- Campbell Scott : Arthur Gilman
- James Urbaniak : Principal Roy
- Judah Friedlander : Le type de la cafeteria
- Stefanie Hong : Ming Na
- Edward Gelbinovich : Schneeman
- Lucian Maisel : Malloy
- Noah Fleiss : Ryan
- Marc John Jefferies : Stone
- Yul Vazquez : Charlie Ronald
- Matthew Shear : Dave Melnick